# 毛利松菊子
毛利 松菊子（もうり まつきくこ、慶長16年（1611年）- 延宝5年8月9日（1677年9月5日））は、江戸時代前期の女性。長門長府藩初代藩主・毛利秀元の長女で、周防下松藩（後の徳山藩）初代藩主・毛利就隆の正室。
弟に毛利宮松丸、長府藩2代藩主・毛利光広、清末藩初代藩主・毛利元知。妹に宮子、今子、長菊子（永井尚征正室）、千菊子（山崎豊治正室）、万菊子（稲葉正則正室）、妻子、竹千代子（土井利長正室）。

## 生涯
慶長16年（1611年）、長門長府藩初代藩主・毛利秀元の長女として生まれる。
元和3年（1617年）11月、毛利家の結束を強めたい毛利輝元の意向により、繁沢元景の媒酌によって輝元の次男で後に徳山藩の初代藩主となる毛利就隆と婚約。
元和7年（1621年）7月28日に正式に婚姻し、正室となったが、就隆と松菊子の夫婦仲は良好ではなく、寛永元年（1624年）の離縁騒動ではそのことが江戸幕府の将軍・徳川家光の耳にも入るほどであった。2人の不仲を知った輝元と毛利秀就は、就隆と松菊子に対して夫婦仲良くするよう諭した。就隆と松菊子は説得に応じ、就隆は同年10月14日に起請文を書いている。
ところが、寛永17年（1640年）春、就隆に対して嫌気が差した松菊子は父・秀元の屋敷へ立ち退き、そのまま離縁するよう要求した。以前から就隆と松菊子の不仲を案じていた秀就は児玉元恒と福間就辰を秀元の屋敷に派遣して事情を問い質すと共に、松菊子から離縁を申し渡せば就隆の面目が潰れるため、秀元にも松菊子の説得を依頼した。
寛永元年（1624年）の離縁騒動では説得に応じた松菊子だったが、この時は断固として説得を受け入れず、「今度こそは死を以ても断る」とまで主張したため秀元は説得を諦め、離縁するほかないと秀就へ伝えた。しかし、亡き輝元が取り決めた就隆と松菊子の縁組を離縁したくない秀就は引き続きの説得を秀元に依頼すると共に、国司就正と福間就辰を派遣して説得を試み、更には松菊子に銀100枚を贈って秀元と共に懸命な説得を続けたが、寛永19年（1643年）には離縁が決定した。就隆と秀元は寛永11年（1634年）に共に萩藩からの独立を企てた騒動以降、連携を深めていたが、この離縁騒動によって不和となった。
就隆と離縁した松菊子は江戸から帰国し、長門国豊浦郡赤池で余生を過ごした。
慶安3年（1650年）閏10月3日に死去した秀元は、松菊子のことを最期まで気にかけており、相模小田原藩2代藩主で後に老中・大政参与となる娘婿・稲葉正則に後事を託している。
延宝5年（1677年）8月9日、死去。享年67。父・秀元の菩提寺である功山寺に葬られ、浄巌寺に牌所が置かれた。